# Dębowa (województwo opolskie)
Dębowa (dodatkowa nazwa w j. niem. Dembowa) – wieś w Polsce położona w województwie opolskim, w powiecie kędzierzyńsko-kozielskim, w gminie Reńska Wieś.
W latach 1975–1998 miejscowość administracyjnie należała do ówczesnego województwa opolskiego. 

## Historia
Od końca XVIII w. do 1933 r.na  pieczęci gminnej umieszczono wizerunek: dąb, w pień wbity topór z prawej strony drzewa .

## Nazwa
Według niemieckiego językoznawcy Heinricha Adamy’ego nazwa pochodzi od polskiej nazwy drzewa liściastego  "dębu" - "von dąb, spr. domb = Eiche". Jako wcześniejszą od niemieckiej nazwę miejscowości  w swoim dziele o nazwach miejscowych na Śląsku wydanym w 1888 roku we Wrocławiu wymienia on obecnie używaną, polską formę Dębowa podając jej znaczenie "Eichau" czyli w tłumaczeniu "Dębowa". Pierwotna nazwa została później przez Niemców fonetycznie zgermanizowana na Dembowa.